# Zbigniew Chrzanowski
Zbigniew Chrzanowski (ur. 7 października 1963 w Makowie Mazowieckim) – polski polityk, rolnik, poseł na Sejm III i IV kadencji, były wiceminister rolnictwa.

## Życiorys
Ukończył studia na Wydziale Samochodów i Maszyn Roboczych Politechniki Warszawskiej. Prowadził indywidualne gospodarstwo rolne w Makowie Mazowieckim. Pełnił funkcję posła III kadencji z listy Akcji Wyborczej Solidarność oraz IV kadencji z listy Platformy Obywatelskiej z okręgu siedleckiego. Należał do SLCh, następnie Stronnictwa Konserwatywno-Ludowego, zaś od 2002 do rozwiązania do Stronnictwa Konserwatywno-Ludowego – Ruchu Nowej Polski. W rządzie Jerzego Buzka zajmował stanowisko wiceministra rolnictwa. Od maja do czerwca 2004 z rekomendacji Koła Poselskiego Konserwatywno-Ludowego reprezentował Sejm w Parlamencie Europejskim. We wrześniu tego samego roku Zbigniew Chrzanowski wraz z rodziną wyjechał do Stanów Zjednoczonych, przesyłając z zagranicy oświadczenie o rezygnacji z mandatu poselskiego. Jako powody tej decyzji podawał rozczarowanie sceną polityczną (nie został wpisany na listę kandydatów PO do PE) i chęć podjęcia działań biznesowych. Wyjazd posła wzbudził jednak liczne kontrowersje i dywagacje m.in. z uwagi na jego zbieg czasowy z tragiczną śmiercią Marka Karpia.